# Lista de viagens presidenciais de Barack Obama
Esta é uma lista das viagens presidenciais realizadas por Barack Obama, o 44º Presidente dos Estados Unidos. Obama realizou 52 viagens internacionais a 58 diferentes nações (além de suas visitas presidenciais ao Vaticano e à Cisjordânia) durante sua presidência, que teve início com sua posse presidencial em 20 de janeiro de 2009 e findou-se em 20 de janeiro de 2017.

## Lista de viagens por país

Países visitados por Barack Obama (2009 - 2017).

| Número de visitas | País |
| ----------------- | --- |
| 1 visita          | Brasil, Camboja, Chile, Colômbia, Costa Rica, Egito, El Salvador, Estônia, Etiópia, Gana, Iraque, Irlanda, Israel, Jamaica, Jordânia, Quênia, Países Baixos, Noruega, Panamá, Portugal, Senegal, Singapura, Suécia, Tanzânia, Tailândia, Trinidad e Tobago e Cisjordânia |
| 2 visitas         | Austrália, Bélgica, República Checa, Dinamarca, Índia, Indonésia, Itália, Malásia, Miamar, Filipinas, Rússia, África do Sul, Turquia, Vaticano |
| 3 visitas         | Canadá, China e Polônia |
| 4 visitas         | Afeganistão, Arábia Saudita, Coreia do Sul, Japão |
| 5 visitas         | México e Reino Unido |
| 6 visitas         | Alemanha e França |

## 2009
| País           | Cidade/Região            | Período              | Anfitrião          | Notas |
| -------------- | ------------------------ | -------------------- | ------------------ | --- |
| Canadá         | Ottawa                   | 19 - 20 de fevereiro | Michaëlle Jean     | Primeira viagem ao exterior como Presidente dos Estados Unidos. Obama reuniu-se com a Governadora-geral Michaëlle Jean, o Primeiro-ministro Stephen Harper e o Líder da Oposição Michael Ignatieff. |
| Reino Unido    | Londres                  | 1 - 2 de abril       | Isabel II          | Obama participou da 2ª reunião de cúpula do G20, reuniu-se com o Primeiro-ministro Gordon Brown em 10 Downing Street, onde também realizou um conferência de imprensa. Posteriormente, reuniu-se com o Líder da Oposição, David Cameron. No Palácio de Buckingham, foi recebido pela Rainha Isabel II. |
| França         | Estrasburgo              | 3 de abril           | Nicolas Sarkozy    | Obama esteve presente na cimeira da OTAN. |
| Alemanha       | Baden-Baden Kehl         | 3 - 4 de abril       | Angela Merkel      | Obama esteve presente na cimeira da OTAN. |
| Chéquia        | Praga                    | 5 de abril           | Václav Klaus       | Obama visitou a República Checa, que então detinha a presidência rotativa do Conselho Europeu. Obama encontrou-se com o Presidente Václav Klaus em Praga e discursou em praça pública da capital sobre a ameaça de armas nucleares no período pós-Guerra Fria. |
| Turquia        | Ancara Istambul          | 6 - 7 de abril       | Abdullah Gül       | Obama prestou homenagem ao líder Mustafa Kemal Atatürk no Anitkabir, encontrou-se com o Presidente Abdullah Gül e o Primeiro-ministro Recep Tayyip Erdogan, e realizou um discurso perante a Grande Assembleia Nacional. Em Istambul, Obama também teve uma reunião com o Patriarca Bartolomeu I, participou de um fórum da Aliança de Civilizações e visitou locais históricos da cidade, como a Hagia Sophia e a Mesquita Azul. |
| Iraque         | Bagdá                    | 7 de abril           |                    | Obama foi recebido pelo Presidente Jalal Talabani e pelo Primeiro-ministro Nouri al-Maliki na capital iraquiana. O Presidente também visitou as tropas estadunidenses instaladas no país. |
| México         | Cidade do México         | 16 - 17 de abril     | Felipe Calderón    | |
| Arábia Saudita | Riade                    | 3 de junho           | Rei Abdullah       | Obama reuniu-se com o Rei Abdullah, com quem discutiu assuntos estratégicos como o conflito árabe-israelense e o programa nuclear iraniano. |
| Egito          | Cairo                    | 4 de junho           | Hosni Mubarak      | Em sua primeira viagem ao continente africano, Obama discursou ao mundo islâmico na Universidade do Cairo. O presidente estadunidense também teve uma audiência com o Presidente egípcio, Hosni Mubarak, que descreveu-a como "cândida e franca". No encerramento da viagem, Obama visitou a Mesquita do Sultão Hassan. |
| Alemanha       | Dresden Weimar           | 5 de junho           | Angela Merkel      | Obama visitou o campo de concentração Buchenwald, dias antes das comemorações do Dia D, e o Centro Médico Regional de Landstuhl. Também discursou sobre o conflito no Oriente Médio e reuniu-se com a Chanceler Angela Merkel no Castelo de Dresden, visitando ainda a Frauenkirche. |
| França         | Paris Colleville-sur-Mer | 6 de junho           | Nicolas Sarkozy    | Obama visitou a França em comemoração ao 65º aniversário dos Desembarques da Normandia. Obama reuniu-se com dignatários europeus, como o Presidente francês Nicolas Sarkozy, o Primeiro-ministro britânico Gordon Brown, Stephen Harper e o Príncipe de Gales. Em Paris, Obama realizou um tour turístico com sua família, visitando o Centro Georges Pompidou e a Notre-Dame de Paris, entre outros locais. |
| Rússia         | Moscou                   | 6 - 8 de julho       | Dmitri Medvedev    | Presidente Obama reuniu-se com o Presidente Dmitri Medvedev para discutir assuntos globais, incluindo a Guerra do Afeganistão. Obama discursou na Nova Escola de Economia, em Moscou. |
| Itália         | L'Aquila Roma            | 8 - 10 de julho      | Giorgio Napolitano | Presidente Obama participou da 35.ª reunião de cúpula do G8. Também houve uma reunião privada com o Presidente Giorgio Napolitano. |
| Vaticano       | Cidade do Vaticano       | 10 de julho          | Papa Bento XVI     | Obama encontrou o Papa Bento XVI, com quem discutiu assuntos como pobreza, pesquisa com células-tronco, paz no Oriente Médio e a necessidade aproximação com o mundo islâmico. Ambos os chefes de Estado trocaram presentes entre si. |
| Gana           | Acra Cape Coast          | 10 - 11 de julho     | John Atta Mills    | Obama foi recebido pelo Presidente John Atta Mills e fez um discurso perante o Parlamento do Gana. Obama também conheceu um antigo porto de comércio de escravos, o Castelo da Costa do Ouro. |
| México         | Guadalajara              | 9 - 10 de agosto     | Felipe Calderón    | Obama foi recebido pelo Presidente Felipe Calderón em sua segunda visita oficial ao México, para participar da cimeira da OTAN. |
| Dinamarca      | Copenhaga                | 2 de outubro         | Margarida II       | Obama participou do 13º Congresso Olímpico, apoiando a candidatura de Chicago para sede dos Jogos Olímpicos de 2016. Ainda no país, Obama reuniu-se com o Primeiro-ministro Lars Løkke Rasmussen e teve uma recepção com a Rainha Margarida II e o Príncipe Consorte. |
| Japão          | Tóquio                   | 13 - 14 de novembro  | Akihito            | A visita ao Japão foi a primeira etapa de uma agenda de quatro países asiáticos. No Japão, Obama foi recebido pelo Primeiro-ministro Yukio Hatoyama. Obama também visitou o Imperador Akihito e a Imperatriz Michiko Palácio Imperial e realizou um discurso na casa de espetáculos Suntory Hall, em Tóquio. |
| Singapura      | Singapura                | 14 - 15 de novembro  | Lee Hsien Loong    | A visita à Singapura foi a segunda etapa de uma agenda de quatro países asiáticos. Obama participou da cimeira da OPEC e teve encontro bilaterais com o Primeiro-ministro Lee Hsien Loong e o Presidente indonésio Susilo Bambang Yudhoyono. |
| China          | Xangai Beijing           | 15 - 17 de novembro  | Hu Jintao          | A visita à China foi a terceira etapa de uma agenda de quatro países asiáticos. Em Xangai, Obama reuniu-se com Yu Zhengsheng e Han Zheng, dois dos maiores líderes políticos do país. O Presidente também participou de uma cerimônia com estudantes chineses, discursando sobre uma série de assuntos como a censura da Internet e as relações norte-americanas com Taiwan. Em Beijing, Obama teve uma reunião bilateral com o Presidente Hu Jintao e uma reunião com o Premiê Wen Jiabao. Após os eventos oficiais, Obama encontrou com seu meio-irmão Mark Ndesandjo e visitou vários locais culturais, como a Cidade Proibida e a Grande Muralha da China. |
| Coreia do Sul  | Seul                     | 18 - 19 de novembro  | Lee Myung-Bak      | A visita à Coreia do Sul encerrou a agenda de quatro países asiáticos. Obama foi recebido pelo Presidente Lee Myung-bak na Casa Azul, onde debateram assuntos como o inativo Tratado de Livre-Comércio. A comitiva presidencial também visitou as tropas estadunidenses na Base Aérea de Osan. |
| Noruega        | Oslo                     | 10 de dezembro       | Haroldo V          | Barack Obama viajou à cidade de Oslo por ocasião do Nobel da Paz. |
| Dinamarca      | Copenhaga                | 17 - 18 de dezembro  | Margarida II       | Em sua segunda viagem presidencial à Dinamarca, Obama participou da Conferência das Nações Unidas sobre Mudanças Climáticas. Obama também teve um encontro bilateral com o Premiê chinês Wen Jiabao, e reuniu-se com o Presidente Dmitri Medvedev para discutir um novo tratado de desarmamento nuclear em substituição ao START I. |

## 2010
| País          | Cidade/Região      | Período             | Anfitrião                | Notas |
| ------------- | ------------------ | ------------------- | ------------------------ | --- |
| Afeganistão   | Bagram Cabul       | 28 de março         | Hamid Karzai             | Obama realizou uma visita não-anunciada ao Afeganistão. Obama desembarcou do Força Aérea Um na Base Aérea de Bagram e seguiu de helicóptero até Cabul, onde foi recebido pelo Presidente Hamid Karzai para discutir a guerra no país. Durante sua visita, Obama também conversou com as tropas estadunidenses e encontrou-se com o embaixador Karl Eikenberry.                                                                         |
| Chéquia       | Praga              | 8 de abril          | Václav Klaus             | Obama viajou à Praga para assinatura do START III juntamente com o Presidente Dmitri Medvedev. O Presidente checo Václav Klaus ofereceu um jantar de Estado à onze chefes de Estado do Leste Europeu. |
| Canadá        | Toronto Huntsville | 25 - 27 de junho    | Michaëlle Jean           | Obama participou da 36ª reunião de cúpula do G8 e, posteriormente, da 4ª reunião de cúpula do G20. |
| Índia         | Bombaim Nova Délhi | 6 - 9 de novembro   | Pratibha Patil           | Obama viajou para Bombaim como parte de uma viagem à Ásia. O Presidente relembrou os Atentados de 2008, visitou o Mani Bhavan e participou de diálogos financeiros. Em Nova Délhi, Obama visitou o Túmulo de Humaium e reuniu-se com o Primeiro-ministro Manmohan Singh; além de realizar um discurso perante o Parlamento indiano e participar de um jantar de Estado oferecido pela Presidente Pratibha Patil no Rashtrapati Bhavan. |
| Indonésia     | Jacarta            | 9 - 10 de novembro  | Susilo Bambang Yudhoyono | |
| Coreia do Sul | Seul               | 10 - 12 de novembro | Lee Myung-Bak            | |
| Japão         | Yokohama           | 12 - 13 de novembro | Akihito                  | |
| Portugal      | Lisboa             | 19 - 20 de novembro | Aníbal Cavaco Silva      | |
| Afeganistão   | Bagram             | 3 de dezembro       |                          | |

## 2011
| País        | Cidade/Região           | Período             | Anfitrião            | Notas |
| ----------- | ----------------------- | ------------------- | -------------------- | --- |
| Brasil      | Brasília Rio de Janeiro | 19 - 21 de março    | Dilma Rousseff       | Em 19 de março, Obama desembarcou em Brasília para sua primeira visita de Estado ao Brasil. Obama reuniu-se com a Presidente Dilma Rousseff no Palácio do Planalto e defendeu uma maior cooperação comercial entre os dois países. Em 20 de março, a comitiva presidencial viajou para o Rio de Janeiro, onde o Presidente discursou em cerimônia no Theatro Municipal. Obama e sua família visitaram a Cidade de Deus, um dos bairros mais carentes da cidade, e também o Cristo Redentor. Durante sua visita ao Brasil, Obama realizou dois discursos públicos, nos quais falou sobre "colonialismo, liberdade humana e o Sonho Americano". |
| Chile       | Santiago                | 21 - 22 de março    | Sebastián Piñera     | Obama visitou Santiago em sua viagem oficial ao Chile e reuniu-se com o Presidente Sebastián Piñera no Palácio de La Moneda para discutir fortalecimente dos laços comerciais. Posteriormente, Obama falou sobre como as democracias latino-americanas poderiam ser um exemplo às democracias em desenvolvimento no Oriente Médio. |
| El Salvador | San Salvador            | 22 - 23 de março    | Mauricio Funes       | Barack Obama foi recebido pelo Presidente Mauricio Funes, com quem discutiu sobre imigração e tráfico de drogas no continente. Posteriormente, Obama visitou a Catedral de San Salvador e a tumba do Arcebispo Óscar Romero. |
| Irlanda     | Dublin Moneygall        | 23 de maio          | Mary McAleese        | Em sua visita de Estado à Irlanda, Obama reuniu-se com a Presidente Mary McAleese e com o Taoiseach Enda Kenny. Obama também visitou o vilarejo de Moneygall, terra natal de seu ancestral Falmouth Kearney, que havia imigrado para os Estados Unidos em 1850. Na capital, Dublin, Obama discursou no College Green e reafirmou as relações americano-irlandesas. |
| Reino Unido | Londres                 | 23 - 26 de maio     | Isabel II            | Durante sua visita oficial ao Reino Unido, Obama foi recebido com honras pela Rainha Isabel II no Palácio de Buckingham. Após conhecer o Palácio, Obama reuniu-se com o Primeiro-ministro David Cameron e sua esposa Samantha Cameron na 10 Downing Street. Obama também teve uma reunião com o Líder da Oposição Ed Miliband e visitou a Globe Academy, em Southwark, onde disputou uma partida de tênis de mesa com estudantes. Obama também prestou uma homenagem ao Soldado Desconhecido na Abadia de Westminster e compareceu a um banquete oferecido pela Casa Real.                                                                    |
| França      | Deauville               | 26 - 27 de maio     | Nicolas Sarkozy      | Obama participou da 37ª reunião de cúpula do G8, em Deauville, onde teve também encontros bilaterais com Dmitry Medvedev, Presidente da Rússia, e Naoto Kan, Primeiro-ministro do Japão. |
| Polónia     | Varsóvia                | 27 - 28 de maio     | Bronislaw Komorowski | No primeiro dia de sua visita oficial à Polônia, Obama prestou homenagem no Túmulo do soldado desconhecido e no Memorial do Ghetto de Varsórvia. Obama também se reuniu com líderes de uma comunidade judaica e sobreviventes do Holocausto. Obama também se juntou a outros líderes do continente em uma cerimônia oficial no Castelo Real. No dia seguinte, Obama se reuniu com o Presidente Bronislaw Komorowski e o Primeiro-ministro Donald Tusk. Também visitou o memorial às vítimas do acidente aéreo de Smolensk. |
| França      | Cannes                  | 3 - 4 de novembro   | Nicolas Sarkozy      | Obama retornou à França para a 6ª reunião de cúpula do G20 em Cannes, onde também teve reuniões bilaterais com o Presidente francês Nicolas Sarkozy, a Chanceler alemã Angela Merkel e a Presidente argentina Cristina Kirchner. |
| Austrália   | Canberra Darwin         | 16 - 17 de novembro | Julia Gillard        | Obama viajou à Austrália com o objetivo de fortalecer as relações entre os dois países. Em Canberra, foi recebido pela Primeira-ministra Julia Gillard, juntamente com a qual anunciou o aumento do efetivo militar estadunidense na região norte da Austrália. Na Parliament House, Obama discursou ao Parlamento e reuniu-se com líderes partidários. Na segunda etapa da visita, Obama viajou para Darwin, onde foi comemorou o 60º aniversário de criação do ANZUS e visitou o memorial do USS Peary. |

## 2012
| País          | Cidade/Região               | Período          | Anfitrião          | Notas |
| ------------- | --------------------------- | ---------------- | ------------------ | --- |
| Coreia do Sul | Osan Seul                   | 25 - 27 de março | Lee Myung-bak      | Obama visitou a Coreia do Sul para participar da Cimeira Mundial sobre Segurança Nuclear, em Seul. Posteriormente, a comitiva presidencial desembarcou na Base Aérea de Osan, onde Obama cumprimentou os 28.500 militares estadunidenses que servem na Zona Desmilitarizada. Ao retornar para a capital, Obama teve encontros bilaterais com o Primeiro-ministro turco Recep Tayyip Erdoğan e o Presidente sul-coreano Lee Myung-bak, respectivamente, na Casa Azul. Na cimeira nuclear, Obama reuniu-se com Dmitri Medvedev, Nursultan Nazarbayev, Hu Jintao e Yousaf Raza Gillani. O presidente também discursou na Universidade Hankuk de Estudos Estrangeiros.                          |
| Colômbia      | Cartagena                   | 13 - 15 de abril | Juan Manuel Santos | Barack Obama visitou a Colômbia para participar da sexta edição da Cúpula das Américas, em Cartagena e fortalecer os laços com a comunidade hispânica de seu próprio país. Ante ao panorama de maior distância e independência dos países latino-americanos com relação aos Estados Unidos, Obama discutiu tópicos esperados sobre a legalização de drogas no contexto da guerra às drogas, assim como a permanência das sanções sobre Cuba e a contínua exclusão da ilha caribenha da cimeira em questão. Após a cimeira, Obama reuniu-se com o Presidente Juan Manuel Santos para um almoço e uma conferência de imprensa, na qual anunciaram um acordo estratégico entre os dois países. |
| Afeganistão   | Bagram Cabul                | 1 - 2 de maio    | Hamid Karzai       | Obama visitou o Afeganistão em uma visita de Estado não anunciada no primeiro aniversário da morte de Osama bin Laden para assinar um acordo de parceria estratégica entre os dois países e avançar em seus planos acerca da Guerra do Afeganistão. Obama desembarcou na Base Aérea de Bagram e seguiu para a capital Cabul, onde reuniu-se com o Presidente Hamid Karzai para assinatura de acordos estratégicos. |
| México        | Los Cabos San José del Cabo | 17 - 19 de junho | Felipe Calderón    | |

## 2015
| País           | Cidade/Região    | Período             | Anfitrião             | Notas |
| -------------- | ---------------- | ------------------- | --------------------- | --- |
| Índia          | Nova Délhi       | 25 - 27 de janeiro  | Pranab Mukherjee      | A convite do Primeiro-ministro Narendra Modi, Barack Obama viajou à Índia para assistir as celebrações do Dia da República em Nova Délhi. Obama tornou-se, então, o primeiro presidente norte-americano a visitar a Índia duas vezes ao longo do mandato. Os dignatários também compareceram a um evento realizado pelo Conselho Financeiro Indo-Americano. |
| Arábia Saudita | Riade            | 27 de janeiro       | Rei Salman            | Obama viajou à Arábia Saudita para participar da aclamação do novo Rei Salman e prestar suas últimas homenagens ao Rei Abdallah. |
| Jamaica        | Kingston         | 9 - 10 de abril     | Portia Simpson-Miller | Na Jamaica, Obama reuniu-se com a Primeira-ministra Portia Simpson-Miller e outros líderes da Comunidade do Caribe. O Presidente estadunidense também visitou o Museu Bob Marley, a Universidade das Índias Ocidentais e o National Heroes Park, onde prestou uma homenagem aos heróis nacionais jamaicanos. |
| Panamá         | Cidade do Panamá | 10 - 11 de abril    |                       | Obama viajou ao Panamá para participar da 7.ª Cúpula das Américas. Após a cimeira, houve um encontro histórico com o Presidente de Cuba Raúl Castro, marcando o início do acalentamento das relações entre os dois países. |
| Alemanha       | Baviera          | 7 - 8 de junho      | Angela Merkel         | Obama participou da 41ª reunião de cúpula do G7. Também reuniu-se com a Chanceler Angela Merkel para uma celebração tradicional com moradores de Krün. |
| Quênia         | Nairóbi          | 24 - 26 de junho    | Uhuru Kenyatta        | |
| Etiópia        | Adis Abeba       | 26 - 28 de julho    | Mulatu Teshome        | Obama teve reuniões bilaterais com o governo da Etiópia e visitou a sede da União Africana, tornando-se o primeiro presidente norte-americano a fazê-lo. |
| Turquia        | Antália          | 14 - 17 de novembro | Recep Tayyip Erdogan  | Obama participou da 10ª reunião de cúpula do G20 na Antália, onde foram debatidos temas como estratégias de investimentos, mudanças climáticas, regulamento financeira e combate a corrupção. "Segurança cibernética, refugiados, segurança global e combate ao terrorismo" foram alguns dos tópicos discutidos pela delegação dos Estados Unidos. Posterior a reunião, Obama teve diálogos com o Presidente turco e o Rei Salman sobre a Guerra Civil Síria e a subsequente crise de refugiados sírios. |
| Filipinas      | Manila           | 17 - 20 de novembro | Benigno Aquino III    | Obama participou do Encontro de Líderes Financeiros da APEC em Manila. Adicionalmente, reuniu-se com o Presidente Benigno Aquino III, e os primeiros-ministros Shinzō Abe, Malcolm Turnbull e Justin Trudeau. |
| Malásia        | Kuala Lumpur     | 20 - 22 de novembro | Sultão Abdul Halim    | Obama participou da Cúpula do Leste Asiático em Kuala Lumpur, cujo foco principal de discussões foi a intervenção militar contra o Estado Islâmico e as disputas territoriais no Mar do Sul da China. Além da cimeira, Obama conheceu refugiados abrigados em instituições da capital malaia e teve um encontro multilateral com líderes da ASEAN. |
| França         | Paris            | 29 - 30 de novembro | François Hollande     | Na França, Obama participou da Conferência das Nações Unidas sobre as Mudanças Climáticas. Paralelamente, acompanhado de François Hollande e Anne Hidalgo, prestou homenagem às vítimas do atentados de novembro em Paris em frente ao Bataclan. Após a conferência, Obama teve reuniões bilaterais com Xi Jinping, Narendra Modi e Recep Tayyip Erdoğan. |

## 2016
| País           | Cidade/Região     | Período             | Anfitrião             | Notas |
| -------------- | ----------------- | ------------------- | --------------------- | --- |
| Cuba           | Havana            | 21 - 22 de março    | Raúl Castro           | Em fevereiro de 2016, a Casa Branca anunciou a visita histórica de Barack Obama a Cuba em março do mesmo ano, marcando o fim de 54 anos de tensões diplomáticas entre os dois países. Obama será o primeiro Presidente em exercício, desde Calvin Coolidge em 1928, a visitar a ilha. A comitiva presidencial desembarcou no Aeroporto Internacional José Martí em um domingo chuvoso, 20 de março, onde foram recebidos pelo chanceler Bruno Rodríguez Parrilla. A Família presidencial dirigiu-se ao Hotel Meliá Habana para um encontro com famílias da Embaixada norte-americana. Os Obama, em seguida, visitaram o centro histórico de Havana, onde conheceram construções históricas da capital cubana. Na Catedral de Havana, reuniram-se com o Cardeal Jaime Ortega, Arcebispo de Havana, que foi um dos defensores da restauração das relações entre os dois países, junto ao Papa Francisco. Durante a noite, a família presidencial jantou em um restaurante tradicional na região central da cidade. |
| Argentina      | Buenos Aires      | 23 - 24 de março    | Mauricio Macri        | Em fevereiro de 2016, a Casa Branca anunciou a visita oficial de Barack Obama à Argentina com o objetivo de aprofundar as relações entre os dois países. |
| Arábia Saudita | Riade             | 20 - 21 de abril    | Rei Salman            | Obama anunciou uma reunião de cúpula com o Conselho de Cooperação do Golfo para discutir formas de lidar com o Estado Islâmico do Iraque e do Levante e outros conflitos regionais. O presidente estadunidense também se reunirá com o Rei Salman, em Riade, e terá uma sessão com a corte real saudita. |
| Reino Unido    | Londres Windsor   | 22 - 23 de abril    | Isabel II             | Durante sua viagem à Europa em abril, Obama irá visitar Londres, onde terá participação em movimentos para incentivar a permanência do Reino Unido na União Europeia. A passagem pelo país tem como foco o Referendo de 23 de junho. O presidente será recebido pelo Primeiro-ministo David Cameron e participará de almoço privado com a Rainha Isabel II no Castelo de Windsor. |
| Alemanha       | Hanover           | 24 - 25 de abril    | Angela Merkel         | Em dezembro de 2015, a Casa Branca anunciou uma viagem presidencial a Alemanha em abril de 2016 para a Feira de Hanover, a maior feira industrial do país, considerado um dos principais parceiros comerciais dos Estados Unidos. De acordo com Josh Earnest, o porta-voz da Casa Branca, Barack Obama irá destacar o envolvimento do país com questões comerciais em "ambos os lados do Atlântico". |
| Vietname       | Hanói Ho Chi Minh | 22 - 25 de maio     | Nguyễn Tấn Dũng       | |
| Japão          | Shima             | 26 - 27 de maio     | Shinzō Abe            | Obama participará da 42ª reunião de cúpula do G7 em Shima. Obama irá visitar Hiroshima a 27 de maio. Será a primeira vez que um chefe de Estado norte-americano em funções visitará uma das duas cidades devastadas pelo lançamento de uma bomba atómica. |
| Canadá         | Ottawa            | 29 de junho         | David Johnston        | Obama realizou uma visita de Estado ao Canadá, onde foi recebido pelo Governador-geral David Johnston e pelo Primeiro-ministro Justin Trudeau. A visita ainda incluiu um discurso do Presidente estadunidense perante o Parlamento do Canadá. No encerramento, Obama juntou-se a Trudeau e Enrique Peña Nieto para realização da Cúpula de Líderes da América do Norte. |
| Polónia        | Varsóvia          | 8 - 9 de julho      | Andrzej Duda          | Obama viajou à Polônia para participar da Cimeira da OTAN em Varsóvia, onde foi recebido pelo Presidente Andrzej Duda, o Presidente do Conselho Europeu Donald Tusk e o Presidente da Comissão Europeia Jean-Claude Juncker para debater temas relativos ao combate ao terrorismo, a crise de refugiados sírios e o quadro econômico internacional. Na cimeira da OTAN, o presidente estadunidense defendeu uma cooperação mais forte entre os países do Leste Europeu, abordando igualmente a atuação regional russa, o avanço do Estado Islâmico do Iraque e do Levante e a saída do Reino Unido da União Europeia. Na ocasião, Obama anunciou o envio de mais mil soldados norte-americanos à Polônia. |
| Espanha        | Madrid Rota       | 9 - 10 de julho     | Filipe VI             | Em sua primeira viagem presidencial à Espanha, Obama reuniu-se com o Presidente do Governo Mariano Rajoy e o Rei Filipe VI. Obama também reuniu-se com tropas americanas na Base Naval de Rota, em Cádis. A agenda presidencial incluía ainda uma visita aos restos mortais de Cristóvão Colombo em Sevilha, o que foi cancelado por conta da proximidade com uma visita presidencial a Dallas, Texas. |
| China          | Hangzhou          | 3 - 4 de setembro   | Xi Jinping            | Obama participou da 11.ª reunião de cúpula do G20. |
| Laos           | Vientiane         | 5 - 8 de setembro   | Bounnhang Vorachith   | Obama viajou ao Laos para participar da Cimeira do Leste Asiático juntamente com líderes da Associação de Nações do Sudeste Asiático, sendo o primeiro presidente estadunidense a realizar tal visita. |
| Israel         | Jerusalém         | 30 de setembro      |                       | Obama liderou uma delegação de dignatários estadunidenses no Funeral de Estado de Shimon Peres, ex-presidente e primeiro-ministro israelense. |
| Grécia         | Atenas            | 15 - 16 de novembro | Prokopis Pavlopoulos  | Obama realizou sua última visita de Estado ao país europeu, parte de sua última série de viagens diplomáticas presidenciais. Em Atenas, reuniu-se com o Primeiro-ministro Alexis Tsipras e o Presidente Prokopis Pavlopoulos para discutir a crise da dívida grega e a crise imigratória no continente, além de sua parceria internacional. Na sede da Fundação Cultural Stavros Niarchos, Obama discursou sobre o impacto da democracia e a situação econômica do país, enfatizando a necessidade de um alívio na dívida pública. Posteriormente, participou de um jantar de Estado no Palácio Presidencial e visitou o Museu da Acrópole. |
| Alemanha       | Berlim            | 16 - 18 de novembro | Angela Merkel         | Em Berlim, Obama reuniu-se com outros cinco líderes da OTAN: Angela Merkel, François Hollande, Theresa May, Matteo Renzi e Mariano Rajoy no último evento deste porte de sua presidência. Os líderes discutiram temas relativos à comércio, a Crise Ucraniana, Guerra Civil Síria e a atuação do Estado Islâmico do Iraque e do Levante. |
| Peru           | Lima              | 18 - 20 de novembro | Pedro Pablo Kuczynski | Em sua última viagem presidencial internacional, Obama viajou à Lima para a Cimeira da Cooperação Econômica Ásia-Pacífico. Paralelamente à cimeira, Obama reuniu-se com jovens lideranças da Pontifícia Universidade Católica do Peru. |

## Eventos multilaterais
| Organização | Ano                           | Ano                              | Ano                         | Ano                            | Ano                              | Ano                         | Ano                              | Ano                             |
| Organização | 2009                          | 2010                             | 2011                        | 2012                           | 2013                             | 2014                        | 2015                             | 2016                            |
| --- | ----------------------------- | -------------------------------- | --------------------------- | ------------------------------ | -------------------------------- | --------------------------- | -------------------------------- | ------------------------------- |
| ONU | 23 de setembro, Nova Iorque   | 14 de setembro, Nova Iorque      | 13 de setembro, Nova Iorque | 18 de setembro, Nova Iorque    | 17 de setembro, Nova Iorque      | 16 de setembro, Nova Iorque | 15 de setembro, Nova Iorque      | 13 de setembro, Nova Iorque     |
| ONU | 18 de dezembro, Copenhagen    |                                  |                             |                                |                                  |                             | 30 de novembro, Paris            |                                 |
| APEC | 14-15 de novembro, Singapura  | 13-14 de novembro, Yokohama      | 12-13 de novembro, Honolulu | 9-10 de setembro, Vladivostoka | 5-7 de outubro, Denpasarb        | 10-11 de novembro, Beijing  | 18-19 de novembro, Manila        | 19-20 de novembro, Lima         |
| G8 | 8-10 de julho, L'Aquila       | 25-26 de junho, Huntsville       | 26-27 de maio, Deauville    | 18-19 de maio, Camp David      | 17-18 de junho, Enniskillen      | 4-5 de junho, Bruxelas      | 7-8 de junho, Krün               | 26-27 de maio, Shima            |
| G20 | 2 de abril, Londres           | 26-27 de junho, Toronto          | 3-4 de novembro, Cannes     | 18-19 de junho, Los Cabos      | 5-6 de setembro, São Petersburgo | 15-16 de novembro, Brisbane | 15-16 de novembro, Antália       | 4-5 de setembro, Hangzhou       |
| G20 | 24-25 de setembro, Pittsburgh | 11-12 de novembro, Seul          | 3-4 de novembro, Cannes     | 18-19 de junho, Los Cabos      | 5-6 de setembro, São Petersburgo | 15-16 de novembro, Brisbane | 15-16 de novembro, Antália       | 4-5 de setembro, Hangzhou       |
| OTAN | 3-4 de abril, Estrasburgo     | 19-20 de novembro, Lisboa        |                             | 20-21 de maio, Chicago         |                                  | 4-5 de setembro, Newport    |                                  | 8-9 de julho, Varsóvia          |
| OEA | 17-19 de abril, Port of Spain |                                  |                             | 14-15 de abril, Cartagena      |                                  |                             | 10-15 de abril, Cidade do Panamá |                                 |
| CSN |                               | 12-13 de abril, Washington, D.C. |                             | 26-27 de março, Seul           |                                  | 24-25 de março A Haia       |                                  | 31-1 de abril, Washington, D.C. |
| Não compareceu Não houve edição do evento a: Obama foi representado por Hillary Clinton devido à proximidade da eleição presidencial de 2012. b: John Kerry compareceu no lugar de Obama. |                               |                                  |                             |                                |                                  |                             |                                  |                                 |